# Salas pagasts (Babītes novads)
 Denne artikel omhandler Salas pagasts. Opslagsordet har også en anden betydning, se Salas pagasts.
Salas Pagasts er en territorial enhed i Babītes novads i Letland. Pagasten havde 1.428 indbyggere i 2010 og omfatter et areal på 76,40 kvadratkilometer. Hovedbyen i pagasten er Spuņciems.